# Mistrzostwa Świata w Judo 2018
Mistrzostwa Świata w Judo 2018 – zawody w judo rozegrane w dniach 20–27 września w stolicy Azerbejdżanu, Baku. Miasto było gospodarzem mistrzostw świata po raz pierwszy w historii. Organizatorem została Azerbejdżańska Federacja Judo. Udział wzięło 758 zawodników (460 mężczyzn i 298 kobiet) z 125 państw z sześciu kontynentów.

## Miejsce
Mistrzostwa rozegrane zostały na Narodowej Arenie Gimnastycznej mieszczącej się przy alei Heydara Aliyeva 108 w Baku. Budynek posiadał na tę imprezę 5000 miejsc.

## Medale i nagrody
Zawodnicy musieli przekazać 20% nagrody finansowej swoim trenerom.
| Miejsce    | Medal  | Nagroda  |
| ---------- | ------ | -------- |
| 1. miejsce | złoto  | € 26 000 |
| 2. miejsce | srebro | € 12 000 |
| 3. miejsce | brąz   | € 8000   |

| Miejsce    | Medal  | Nagroda  |
| ---------- | ------ | -------- |
| 1. miejsce | złoto  | € 90 000 |
| 2. miejsce | srebro | € 48 000 |
| 3. miejsce | brąz   | € 25 000 |

## Kontrola antydopingowa
Kontrola odbywała się na dwóch zawodnikach w każdej konkurencji. Wśród nich znajdą się:
- zwycięzca danej konkurencji,
- jeden z trzech pozostałych medalistów danej konkurencji.

Losowania odbywały się zgodnie z Regulaminem Antydopingowym Międzynarodowej Federacji Judo przed rozpoczęciem finałowych zawodów.

## Uczestnicy
Jeden zawodnik mógł zostać zgłoszony do jednej kategorii wagowej. Misiał także urodzić się w 2003 roku lub wcześniej. Liczba zawodników na jedną reprezentację została ograniczona do 18 (po 9 mężczyzn i kobiet), ale można było wystawić w jednej konkurencji maksymalnie dwóch zawodników. Podczas zawodów drużynowych każda federacja narodowa mogła zgłosić tylko jedną drużynę składającą się z maksymalnie 12 osób. W przypadku urazu po upływie terminu rejestracji można było zastąpić takiego zawodnika innym, niezależnie od płci.

## Ceremonia wręczenia medali
Zawodnik, który zdobył medal musiał bezzwłocznie udać miejsca nagradzania. W przeciwnym razie mógł stracić medal i nagrodę pieniężną. Podczas ceremonii zawodnicy nie mogli posiadać żadnego obuwia, nakrycia głowy. Musieli natomiast nałożyć białą judogę zgodną z zasadami Międzynarodowej Federacji Judo. W przypadku uszkodzenia stroju, można było nałożyć rezerwowy ubiór. Zabronione było także posiadanie telefonu komórkowego i innych podobnych urządzeń, flag narodowych. Nie mogli demonstrować o charakterze politycznym, religijnym, osobistym lub komercyjnym.

## Reprezentacje
- Afganistan (3)
- Albania (1)
- Algieria (2)
- Arabia Saudyjska (3)
- Argentyna (5)
- Aruba (1)
- Australia (11)
- Austria (10)
- Azerbejdżan (13)
- Bangladesz (4)
- Belgia (12)
- Benin (2)
- Białoruś (10)
- Bośnia i Hercegowina (3)
- Botswana (5)
- Brazylia (18)
- Bułgaria (5)
- Burkina Faso (1)
- Burundi (4)
- Chile (3)
- Chiny (18)
- Chińskie Tajpej (2)
- Chorwacja (3)
- Cypr (2)
- Czad (1)
- Czarnogóra (8)
- Czechy (10)
- Dania (2)
- Demokratyczna Republika Konga (3)
- Dominikana (4)
- Egipt (6)
- Ekwador (4)
- Estonia (3)
- Fidżi (1)
- Filipiny (4)
- Finlandia (4)
- Francja (18)
- Gabon (4)
- Gambia (2)
- Ghana (2)
- Grecja (4)
- Gruzja (9)
- Guam (1)
- Gujana (1)
- Gwatemala (2)
- Gwinea (4)
- Gwinea Bissau (1)
- Haiti (2)
- Hiszpania (13)
- Holandia (18)
- Hongkong (4)
- Irak (6)
- Iran (3)
- Irlandia (2)
- Islandia (2)
- Izrael (13)
- Japonia (18)
- Jemen (3)
- Jordania (3)
- Kamerun (7)
- Kanada (13)
- Katar (2)
- Kazachstan (17)
- Kirgistan (9)
- Kolumbia (3)
- Korea Południowa (18)
- Korea Północna (7)
- Kosowo (4)
- Kostaryka (3)
- Kuba (10)
- Liban (3)
- Litwa (3)
- Luksemburg (3)
- Łotwa (3)
- Madagaskar (3)
- Malawi (4)
- Malta (1)
- Maroko (11)
- Meksyk (1)
- Mołdawia (6)
- Monako (2)
- Mongolia (8)
- Mozambik (5)
- Nauru (2)
- Nepal (5)
- Niemcy (17)
- Niger (2)
- Norwegia (1)
- Nowa Zelandia (3)
- Pakistan (2)
- Panama (2)
- Peru (5)
- Polska (16)
- Południowa Afryka (2)
- Portoryko (4)
- Portugalia (15)
- Republika Zielonego Przylądka (4)
- Rumunia (6)
- Rosja (18)
- Salwador (1)
- Senegal (6)
- Serbia (7)
- Seszele (1)
- Słowacja (6)
- Słowenia (13)
- Stany Zjednoczone (18)
- Szwajcaria (6)
- Szwecja (5)
- Syria (1)
- Tadżykistan (9)
- Togo (2)
- Tunezja (4)
- Turcja (10)
- Ukraina (15)
- Urugwaj (1)
- Uzbekistan (15)
- Wenezuela (4)
- Węgry (15)
- Wielka Brytania (12)
- Wietnam (2)
- Włochy (9)
- Wybrzeże Kości Słoniowej (3)
- Zambia (2)
- Zimbabwe (2)
- Zjednoczone Emiraty Arabskie (3)

## Tabela medalowa
| Pozycja | Reprezentacja        | złoto | srebro | brąz | Razem |
| ------- | -------------------- | ----- | ------ | ---- | ----- |
| 1.      | Japonia              | 8     | 5      | 4    | 17    |
| 2.      | Korea Południowa     | 2     | 0      | 1    | 3     |
| 3.      | Francja              | 1     | 2      | 2    | 5     |
| 4.      | Gruzja               | 1     | 1      | 1    | 3     |
| 5.      | Iran                 | 1     | 0      | 1    | 2     |
| 5.      | Ukraina              | 1     | 0      | 1    | 2     |
| 7.      | Hiszpania            | 1     | 0      | 0    | 1     |
| 8.      | Kuba                 | 0     | 2      | 0    | 2     |
| 9.      | Rosja                | 0     | 1      | 3    | 4     |
| 10.     | Holandia             | 0     | 1      | 2    | 3     |
| 11.     | Azerbejdżan          | 0     | 1      | 1    | 2     |
| 11.     | Kazachstan           | 0     | 1      | 1    | 2     |
| 13.     | Wielka Brytania      | 0     | 1      | 0    | 1     |
| 14.     | Mongolia             | 0     | 0      | 3    | 3     |
| 15.     | Turcja               | 0     | 0      | 2    | 2     |
| 16.     | Argentyna            | 0     | 0      | 1    | 1     |
| 16.     | Bośnia i Hercegowina | 0     | 0      | 1    | 1     |
| 16.     | Brazylia             | 0     | 0      | 1    | 1     |
| 16.     | Kanada               | 0     | 0      | 1    | 1     |
| 16.     | Kolumbia             | 0     | 0      | 1    | 1     |
| 16.     | Korea                | 0     | 0      | 1    | 1     |
| 16.     | Niemcy               | 0     | 0      | 1    | 1     |
| 16.     | Słowenia             | 0     | 0      | 1    | 1     |
| Razem   | Razem                | 15    | 15     | 30   | 60    |

## Medaliści
| Konkurencja          | 1. miejsce | 2. miejsce | 3. miejsce |
| Mężczyźni            | | | |
| –60 kg               | Naohisa Takatō | Robert Mszwidobadze | Amiran Papinaszwili |
| –60 kg               | Naohisa Takatō | Robert Mszwidobadze | Ryūju Nagayama |
| –66 kg               | Hifumi Abe | Jerłan Serykżanow | An Ba-ul |
| –66 kg               | Hifumi Abe | Jerłan Serykżanow | Heorhij Zantaraja |
| –73 kg               | An Chang-rim | Soichi Hashimoto | Mohammad Mohammadi |
| –73 kg               | An Chang-rim | Soichi Hashimoto | Hidayət Heydərov |
| –81 kg               | Sa’id Mollaji | Sotaro Fujiwara | Vedat Albayrak |
| –81 kg               | Sa’id Mollaji | Sotaro Fujiwara | Alexander Wieczerzak |
| –90 kg               | Nikoloz Sherazadishvili | Iván Silva | Kenta Nagasawa |
| –90 kg               | Nikoloz Sherazadishvili | Iván Silva | Axel Clerget |
| –100 kg              | Cho Gu-ham | Warlam Liparteliani | Lchagwasürengijn Otgonbaatar |
| –100 kg              | Cho Gu-ham | Warlam Liparteliani | Nijaz Iljasow |
| +100 kg              | Guram Tusziszwili | Uszangi Kokauri | Hisayoshi Harasawa |
| +100 kg              | Guram Tusziszwili | Uszangi Kokauri | Öldzijbajaryn Düürenbajar |
| Kobiety              | | | |
| –48 kg               | Darja Biłodid | Funa Tonaki | Paula Pareto |
| –48 kg               | Darja Biłodid | Funa Tonaki | Galbadrachyn Otgonceceg |
| –52 kg               | Uta Abe | Ai Shishime | Érika Miranda |
| –52 kg               | Uta Abe | Ai Shishime | Amandine Buchard |
| –57 kg               | Tsukasa Yoshida | Nekoda Smythe-Davis | Christa Deguchi |
| –57 kg               | Tsukasa Yoshida | Nekoda Smythe-Davis | Dordżsürengijn Sumjaa |
| –63 kg               | Clarisse Agbegnenou | Miku Tashiro | Juul Franssen |
| –63 kg               | Clarisse Agbegnenou | Miku Tashiro | Tina Trstenjak |
| –70 kg               | Chizuru Arai | Marie-Eve Gahié | Yuri Alvear |
| –70 kg               | Chizuru Arai | Marie-Eve Gahié | Yoko Ono |
| –78 kg               | Shori Hamada | Guusje Steenhuis | Aleksandra Babincewa |
| –78 kg               | Shori Hamada | Guusje Steenhuis | Marhinde Verkerk |
| +78 kg               | Sarah Asahina | Idalys Ortíz | Larisa Cerić |
| +78 kg               | Sarah Asahina | Idalys Ortíz | Kayra Sayıt |
| Konkurencje mieszane | | | |
| Zawody drużynowe     | Japonia · Chizuru Arai · Sarah Asahina · Hisayoshi Harasawa · Soichi Hashimoto · Shoichiro Mukai · Kenta Nagasawa · Yusei Ogawa · Yoko Ono · Akira Sone · Momo Tamaoki · Arata Tatsukawa · Tsukasa Yoshida · (Naohisa Takatō · Ryūju Nagayama) | Francja · Clarisse Agbegnenou · Benjamin Axus · Guillaume Chaine · Axel Clerget · Aurélien Diesse · Marie-Ève Gahié · Priscilla Gneto · Alexandre Iddir · Cyrille Maret · Anne-Fatoumata M’Bairo · Hélène Receveaux · Audrey Tcheuméo | Rosja · Kamila Badurowa · Ksienija Czibisowa · Chusien Chałmurzajew · Anżeła Gasparian · Natalia Gołomidowa · Michaił Igolnikow · Dienis Jarcew · Anastasija Konkina · Musa Moguszkow · Alena Prokopienko · Inał Tasojew · Kazbiek Zankiszyjew                               |
| Zawody drużynowe     | Japonia · Chizuru Arai · Sarah Asahina · Hisayoshi Harasawa · Soichi Hashimoto · Shoichiro Mukai · Kenta Nagasawa · Yusei Ogawa · Yoko Ono · Akira Sone · Momo Tamaoki · Arata Tatsukawa · Tsukasa Yoshida · (Naohisa Takatō · Ryūju Nagayama) | Francja · Clarisse Agbegnenou · Benjamin Axus · Guillaume Chaine · Axel Clerget · Aurélien Diesse · Marie-Ève Gahié · Priscilla Gneto · Alexandre Iddir · Cyrille Maret · Anne-Fatoumata M’Bairo · Hélène Receveaux · Audrey Tcheuméo | Korea · Ahn Joon-sung · An Ba-ul · An Chang-rim · Cho Gu-ham · Choi In-hyuk · Gwak Dong-han · Han Mi-jin · Jeong Hye-jin · Kim Chol-gwang · Kim Ji-jeong · Kim Ji-su · Kim Jin-a · Kim Min-jeong · Kim Min-jong · Kwon Sun-yong · Kwon You-jeong · Lee Seung-su · Ri Hyo-sun |

## Występy reprezentantów Polski
Na mistrzostwach wystąpi szesnastoosobowa reprezentacja Polski. W kadrze znalazło się siedmiu mężczyzn i dziewięć kobiet.
Pierwszego dnia w rywalizacji w kategorii do 66 kilogramów Patryk Wawrzyczek odpadł w 1/32 finału, przegrywając z Ukraińcem Heorhijem Zantarają. W rywalizacji kobiet do 52 kilogramów wystąpiły dwie reprezentantki Polski. Lepiej poradziła sobie Agata Perenc, która w 1/8 finału przegrała z faworyzowaną Japonką Aią Shishime. Z kolei Karolina Pieńkowska nie zdołała pokonać w 1/16 finału osiemnastoletniej Uty Abe.
Podczas drugiego dnia mistrzostw wystąpiło czworo polskich zawodników. W rywalizacji mężczyzn w kategorii do 73 kilogramów Wiktor Mrówczyński przegrał w drugiej rundzie z reprezentującym Zjednoczone Emiraty Arabskie Victorem Scvorțovem. Drugi z zawodników Michał Bartusik, po zwycięstwie w drugiej rundzie z Chińczykiem Qingiem Dagą, odpadł z rywalizacji z Tadżykiem Behruziem Chodżazodą przez ippon. W zawodach kobiet w kategorii do 57 kilogramów lepiej poradziła sobie Agata Perenc, która po przejściu pierwszej rundy, odpadła w drugiej z Timną Nelson-Levy z Izraela. Natomiast Julia Kowalczyk okazała się słabsza w pierwszej rundzie od Słowenki Kai Kajzer. Wszyscy zwycięscy przeciwnicy Polaków przegrali swoje następne walki, uniemożliwiając udział w repasażach.
Z trójki reprezentantów Polski w niedzielnych potyczkach Damian Szwarnowiecki w kategorii do 81 kilogramów po kolejnych zwycięstwach w drugiej, trzeciej i czwartej rundzie zmierzył się w ćwierćfinale z Japończykiem Sotaro Fujiwarą, przegrywając przez ippon. Dało to jemu możliwość wystąpienia w repasażu, w którym zmierzył się z Rosjaninem Chasanen Chałmurzajewem. Udało się wygrać ten pojedynek, mając szansę na zdobycie brązowego medalu. W walce o podium przeciwko Turkowi Vedatowi Albayrakowi przegrał po minucie przez akcję techniczną. W zawodach kobiet w kategorii do 63 kilogramów Agata Ozdoba-Błach po wygranej w pierwszej rundzie przegrała poprzez dyskwalifikację z Austriaczką Kathriną Unterwurzacherer. Z kolei Karolina Tałach nie zdołała pokonać w drugiej rundzie Ekwadorki Estefanii Garcii.
W czwartym dniu wystąpiło troje polskich zawodników. W zawodach mężczyzn w kategorii do 90 kilogramów Rafał Kozłowski zdołał awansować do 1/8 finału, lecz tam lepszy okazał się Węgier Krisztián Tóth, który wygrał po trzech karach dla Polaka. Drugi z reprezentantów Piotr Kuczera po wyeliminowaniu w pierwszej rundzie Izraelczyka w drugiej przegrał po złotym punkcie z Mongołem Gantulgą Altanbaganą. Wśród kobiet w kategorii do 70 kilogramów jedyna Polka Daria Pogorzelec odpadła w drugiej rundzie z Brazylijką Marią Portelą przez ippon.
Piątego dnia wzięły udział dwie reprezentantki Polski w kategorii do 78 kilogramów. Paula Kułaga w pierwszej rundzie miała wolny los, po czym w kolejnej fazie zmierzyła się z Melanie Wallis z Australii. Po zwycięstwie w ostatnich sekundach przez waza-ari awansowała do 1/8 finału. Tam lepsza okazała się Brytyjka Katie-Jemima Yeats-Brown. Druga z zawodniczek Beata Pacut na początek wygrała przez ippon z Nodirą Yuldashevą z Uzbekistanu. W drugiej rundzie jednak okazała się słabsza po złotym punkcie od Austriaczki Bernadetty Graf.
W ostatnim dniu indywidualnych zawodów Maciej Sarnacki w kategorii powyżej 100 kilogramów w drugiej rundzie pokonał Ukraińca Ołeksandra Gordijenko, lecz w 1/8 finału odpadł z rywalizacji po porażce przez ippon z późniejszym finalistą Ushangim Kokaurią, który reprezentował Azerbejdżan. Był to zarazem ostatni występ reprezentantów Polski na tych mistrzostwach. Ostatniego dnia zabrakło reprezentacji w zawodach drużynowych.
| Zawodnik             | Konkurencja | 1/64 finału | 1/32 finału    | 1/16 finału        | 1/8 finału      | Ćwierćfinał    | Półfinał       | Repasaże/3. miejsce | Repasaże/3. miejsce | Finał          |
| -------------------- | ----------- | ----------- | -------------- | ------------------ | --------------- | -------------- | -------------- | ------------------- | ------------------- | -------------- |
| Patryk Wawrzyczek    | –66 kg      | Salem (W)   | Zantaraja (P)  | Nie awansował      | Nie awansował   | Nie awansował  | Nie awansował  | –                   | –                   | Nie awansował  |
| Michał Bartusik      | –73 kg      | Wolny los   | Qing (W)       | Chodżazoda (P)     | Nie awansował   | Nie awansował  | Nie awansował  | –                   | –                   | Nie awansował  |
| Wiktor Mrówczyński   | –73 kg      | Wolny los   | Scvorțov (P)   | Nie awansował      | Nie awansował   | Nie awansował  | Nie awansował  | –                   | –                   | Nie awansował  |
| Damian Szwarnowiecki | –81 kg      | Wolny los   | Joshter (W)    | Urquiza (W)        | Toniste (W)     | Fujiwara (P)   | Nie awansował  | Chałmurzajew (W)    | Albayrak (P)        | Nie awansował  |
| Rafał Kozłowski      | –90 kg      | Wolny los   | Petr (W)       | Laamanen (W)       | Tóth (P)        | Nie awansował  | Nie awansował  | –                   | –                   | Nie awansował  |
| Piotr Kuczera        | –90 kg      | Kochman (W) | Gantulga (P)   | Nie awansował      | Nie awansował   | Nie awansował  | Nie awansował  | –                   | –                   | Nie awansował  |
| Maciej Sarnacki      | +100 kg     | –           | Wolny los      | Gordijenko (W)     | Kokauri (P)     | Nie awansował  | Nie awansował  | –                   | –                   | Nie awansował  |
| Agata Perenc         | –52 kg      | –           | Wolny los      | Korkmaz (W)        | Shishime (P)    | Nie awansowała | Nie awansowała | –                   | –                   | Nie awansowała |
| Karolina Pieńkowska  | –52 kg      | –           | Pérez Box (W)  | Abe (P)            | Nie awansowała  | Nie awansowała | Nie awansowała | –                   | –                   | Nie awansowała |
| Anna Borowska        | –57 kg      | –           | Kamara (W)     | Nelson-Levy (P)    | Nie awansowała  | Nie awansowała | Nie awansowała | –                   | –                   | Nie awansowała |
| Julia Kowalczyk      | –57 kg      | –           | Kajzer (P)     | Nie awansowała     | Nie awansowała  | Nie awansowała | Nie awansowała | –                   | –                   | Nie awansowała |
| Agata Ozdoba-Błach   | –63 kg      | –           | Belattar (W)   | Unterwurzacher (P) | Nie awansowała  | Nie awansowała | Nie awansowała | –                   | –                   | Nie awansowała |
| Karolina Tałach      | –63 kg      | –           | Wolny los      | Garcia (P)         | Nie awansowała  | Nie awansowała | Nie awansowała | –                   | –                   | Nie awansowała |
| Daria Pogorzelec     | –70 kg      | –           | Nazarova (W)   | Portela (P)        | Nie awansowała  | Nie awansowała | Nie awansowała | –                   | –                   | Nie awansowała |
| Paula Kułaga         | –78 kg      | –           | Wolny los      | Wallis (W)         | Yeats-Brown (P) | Nie awansowała | Nie awansowała | –                   | –                   | Nie awansowała |
| Beata Pacut          | –78 kg      | –           | Yuldasheva (W) | Graf (P)           | Nie awansowała  | Nie awansowała | Nie awansowała | –                   | –                   | Nie awansowała |